# Sorellembia estherae
Sorellembia estherae (лат.) — вымерший вид эмбий из семейства Archembiidae. Единственный представитель рода Sorellembia из подсемейства Pachylembiinae (ранее в отдельном монотипическом Sorellembiinae).

## Описание
Тело узкое, цилиндрическое, мелких размеров. Длина 4,6 мм, длина переднего крыла 3,5 мм. Голова вытянуто-овальная с хорошо развитыми сложными глазами. Мандибулы как минимум с двумя зубцами у вершины.

## История изучения
В 2006 году Дэвид Гримальди и Майкл Энджел по голотипу AMNH Bu-227 описали новые вид и род вымерших эмбий Sorellembia estherae, а также новое семейство Sorellembiidae Engel & Grimaldi, 2006. Голотип нашли в меловом бирманском янтаре около города Танаи (Tanai) (штат Качин, Мьянма), расположенного на 105 км дороги Ледо, северо-западнее столицы штата Мьичины. Видовое название было дано в честь Esther Pratt (1911—2005).
В 2011 году те же систематики на основании новых находок понизили ранг семейства до подсемейства Sorellembiinae, включив последнее в семейство Pachylembiidae Ross, 2001. Годом позже Миллер с коллегами синонимизировали Pachylembiidae с семейством Scelembiidae.
В 2022 году Sorellembia включён в подсемейство Pachylembiinae из семейства Archembiidae.